# Омон, Жан-Пьер
Жан-Пьер Омон (фр. Jean-Pierre Aumont; 5 января 1911 — 30 января 2001) — французский актёр, за участие во Второй мировой войне награждён орденом Почётного легиона.

## Биография
Родился в Париже, в семье Александра Саломонса (Alexandre Salomons), владельца магазина тканей и его супруги Сюзанны Кахин (Suzanne Caheen). Дядей матери Жан-Пьера был известный актёр Жорж Берр (Georges Berr). Семья отца мальчика когда-то приехала из Голландии; были они евреями. В жилах матери также текла еврейская кровь.
В шестнадцать лет, следуя совету матери, начал изучать драматическое искусство в Парижской Консерватории. В качестве профессионального актёра он дебютировал в 21 год; кинодебют его состоялся годом позже, в картине «Jean and la Lune».
Самой важной — и, во многом, определившей дальнейшую карьеру для актёра стала роль в «Адской машине» («The Infernal Machine») Жана Кокто. После выхода пьесы в свет сценическая и кинематографическая карьера Омона быстро пошла в гору; вскоре, однако, началась Вторая мировая война. Жан-Пьер оставался во Франции в 1942-м; затем, из-за еврейского происхождения, был вынужден бежать от нацистов. Сначала он перебрался в на тот момент свободную часть района Виши, оттуда — в Нью-Йорк, а затем и в Голливуд. В Голливуде его актёрская карьера обрела второе дыхание.
Первое время Жан-Пьер работал с «MGM»; через некоторое время, однако, он понял, что не в силах более оставаться безучастным наблюдателем и решил вернуться во Францию, помочь соотечественникам. Завершив работу над картиной «The Cross of Lorraine», он присоединился к французскому освободительному движению.
Воевал Омон в Северной Африке; принял участие в операции «Факел» в Тунисе. После этого вместе с войсками союзников он отправился в путешествие через Италию и Францию. За время войны он был ранен дважды; в первый раз — на задании, вместе с братом. Вторая травма была куда серьезнее — джип Омона соскользнул в реку; его начальник, французский генерал и командир первой дивизии Французского Освободительного Движения Диего Броссе (Diégo Brosset) погиб.
За свою смелость Жан-Пьер получил орден Почётного легиона и Военный Крест (Croix de Guerre). В дальнейшем он возобновил актёрскую деятельность, сыграв фокусника в картине «Лили» («Lili») с Лесли Карон (Leslie Caron). Американцам, однако, Омон больше запомнился ролью Николая Римского-Корсакова в картине 1947-го «Песнь Шехеразады» («Song of Scheherazade»).
В пятидесятых Жан-Пьеру довелось выступить в качестве гостя в телевизионном шоу «What’s My Line?». В шестидесятых и семидесятых он играл в различных бродвейских постановках — в том числе, в «Gigi». Одним из последних проектов с его участием была «Повесть о двух городах» («A Tale of Two Cities»), вышедшая в 1989-м. Через два года актёр был награждён командорским крестом ордена Искусств и литературы (Ordre des Arts et des Lettres); в 1992-м его удостоили премии «Сезар».
В Голливуде Омон женился на доминиканской актрисе Марии Монтес, признанной королеве фильмов «Техниколор». Их брак удался, но продлился не особо долго — актриса утонула 7 сентября 1951 года. В 1956-м Жан-Пьер женился на итальянской актрисе Маризе Паван, звезде целого ряда фильмов того времени.
Скончался в 2001 году в возрасте 90 лет от сердечного приступа. Тело Омона кремировано, прах похоронен на кладбище Пер-Лашез.

## Избранная фильмография
| Год  |   | Русское название         | Оригинальное название      | Роль                           |
| ---- | - | ------------------------ | -------------------------- | ------------------------------ |
| 1936 | ф | Тарас Бульба             | Tarass Boulba              | Андрий Бульба                  |
| 1937 | ф | Странная драма           | Drôle de drame             | Билли                          |
| 1947 | ф | Песнь Шехерезады         | Song of Scheherazade       | Н.А.Римский-Корсаков           |
| 1949 | ф | Золотая стрела           | Golden Arrow               |                                |
| 1950 | ф | Соломенный любовник      | L'Amant de paille          | Станислас Мишодье, друг Джимми |
| 1952 | ф | Волки охотятся ночью     | Les Loups chassent la nuit | Агент секретной службы         |
| 1952 | ф | Парижские воробьи        | Moineaux de Paris          | Цезарин, гусар                 |
| 1953 | ф | Лили                     | Lili                       | Марк                           |
| 1955 | ф | Наполеон: путь к вершине | Napoléon                   | Рено де Сан Жан Анджели        |
| 1959 | ф | Джон Пол Джонс           | John Paul Jones            | Людовик XVI                    |
| 1969 | ф | Оборона замка            | Castle Keep                | Граф Мальдорэ                  |
| 1973 | ф | Американская ночь        | La Nuit américaine         | Александр                      |
| 1975 | ф | Кот и мышь               | Le Chat Et La Souris       | Жан-Пьер Ришар                 |
| 1975 | ф | Красное дерево           | Mahogany                   | Кристиан Розетти               |
| 1994 | ф | Джорджино                | Giorgino                   | Себастьян де Грас              |
| 1995 | ф | Джефферсон в Париже      | Jefferson in Paris         | Д’Анкарвилль                   |